# Amatour
Amatour est un village libanais situé dans le district du Chouf, au Mont-Liban.
Située à 57 km au sud-est de Beyrouth et à une altitude comprise entre 800 et 1 050 mètres d'altitude, Amatour compte plus de 365 sources, fontaines et une rivière située dans sur son territoire. Le nom "Amtour" est dérivé des mots "Ain Maa Tour" signifiant la source de la montagne.